# Stora Ojalot
Stora Ojalot är en ö i Finland.   Den ligger i kommunen Pargas i den ekonomiska regionen  Åboland  och landskapet Egentliga Finland, i den sydvästra delen av landet, 190 km väster om huvudstaden Helsingfors. Arean är 0,21 kvadratkilometer.
Terrängen på Stora Ojalot är mycket platt. Öns högsta punkt är 17 meter över havet. Den sträcker sig 0,8 kilometer i nord-sydlig riktning, och 0,6 kilometer i öst-västlig riktning.